# Míchel (ur. 1975)
Míchel, właśc. Miguel Ángel Sánchez Muñoz (ur. 30 października 1975 w Madrycie) – hiszpański trener i piłkarz, grający na pozycji pomocnika.

## Kariera piłkarska
Míchel jest wychowankiem Rayo Vallecano. W 1992 roku trafił do rezerw tego klubu, natomiast w 1993 roku zadebiutował w pierwszej drużynie Rayo Vallecano. W 1997 roku został wypożyczony do UD Almería. Tam nie spędził zbyt wiele czasu, powracając do rodzimego klubu już po pół roku. W 2003 roku zdecydował się na przenosiny do Realu Murcia. W 2005 roku został wypożyczony do Málagi CF. Po pół roku wrócił jednak z tego wypożyczenia. W 2006 roku zdecydował się na powrót do Rayo Vallecano. W 2012 roku zdecydował się zakończyć piłkarską karierę. Míchel był również młodzieżowym reprezentantem Hiszpanii.

## Kariera trenerska
W 2016 roku Míchel rozpoczął karierę trenerską, obejmując zespół juniorów Rayo Vallecano. W lutym 2017 roku objął pierwszy zespół Rayo Vallecano. W sezonie 2017/18 wywalczył z tym zespołem awans do Primera División, zdobywając Mistrzostwo Segunda División.